# Lentas
Lentas (em grego: Λέντας; romaniz.: Léntas) ou Lendas é uma aldeia da costa sul da ilha de Creta, Grécia, que pertence ao município de Gortina e à unidade regional de Heraclião. Em 2001 tinha 119 habitantes. Na Antiguidade era chamada Leben (Λἐβην), Levin ou Lebena.
Situa-se 70 km a sul de Heraclião e 44 km a sudeste de Mátala (distâncias por estrada). A região vive principalmente do turismo, da agricultura e da pecuária. Apesar de estar longe de ser um destino de turismo de massas, é um local com alguma popularidade, com fama de ser uma estância hippie, embora esses tempos já tenham passado. A praia vizinha de Dytikos (ou Diskós) onde há uma minúscula povoação e alguns restaurantes, ainda conserva alguma da atmosfera hippie, sendo frequentada quase exclusivamente por nudistas. A quase totalidade dos turistas são alemães.
O topónimo prossivelmente deriva da palavra grega Λέοντας (léontas; "leão"), uma referência ao cabo com forma de cabeça de leão que forma a pequena baía protegida de Lentas. O cabo é documentado em mapas medievais como cabo Liontas (Ακρ. Λιώντας).
O clima é peculiar, pois ao contrário do resto de Creta, cujo clima é do tipo mediterrânico, Lentas situa-se na zona climática norte-africana, pelo que tem mais dias de sol e temperaturas mais altas no verão.

## História
Lentas tem um passado histórico rico. Há evidências de que o local é habitado desde o Neolítico e do Minoano Antigo (3º milénio a.C.). Leben é conhecida como um dos dois portos de Gortina, que após a queda de Cnossos se tornou a cidade mais importante de Creta. No final Período Clássico Final (início do século IV a.C.), os gortinianos estabeleceram no porto um santuário dedicado a Esculápio, o deus grego da medicina, que se tornou um importante centro de peregrinação, tendo alcançado grande popularidade no século III a.C.

## Descrição
Durante o grande terramoto de 46 a.C., Lentas foi destruída, sendo depois reconstruída. No período romano, Gortina tornou-se a capital da provincia que além de Creta incluía a Cirenaica, no Norte de África. Acredita-se que durante o período romano a cidade se tornou um sanatório, onde acorriam romanos doentes ricos, principalmente do Norte de África, para receberem tratamento. Este consistia numa dieta com água mineral de uma antiga fonte perto do templo de Esculápio, que se acreditava ter propriedades terapêuticas, e frutas locais.
Nos primeiros tempos do cristianismo e do Império Bizantino foi erigida uma basílica. A pequena igreja bizantina ainda hoje existente de Ágios Ioannis (São João) foi construída no século XIV.
Os estudos arqueológicos na área foram iniciados depois da primeira visita do oficial da marinha britânica Thomas Spratt em meados do século XIX. As escavações forma levadas a cabo pela Escola Italiana de Arqueologia de Atenas em 1900, 1910 e 1912–1913, e revelaram o santuário de Esculápio e outros edifícios. Desde então não houve mais escavações na antiga cidade até há poucos anos, quando trabalhos do Serviço de Arqueologia Grego pôs a descoberto o assentamento minoico e túmulos.